# Fritz Honegger
Pour les articles homonymes, voir Honegger.
Fritz Honegger, né le 25 juillet 1917 à Hauptwil (originaire de Fischenthal), décédé le 4 mars 1999, est une personnalité politique suisse, membre du Parti radical-démocratique (PRD) et ancien conseiller fédéral (de 1978 à 1982).

## Biographie

### Carrière politique
Son premier emploi, en 1942, a été celui de secrétaire de la Chambre suisse de l'horlogerie à La Chaux-de-Fonds. Deux ans plus tard, il devient secrétaire de l'Association zurichoise de l'industrie de la soie. Il occupe ce poste pendant 17 ans, avant d'être nommé en 1961 directeur de la Chambre de commerce de Zurich. Sur le plan militaire, Honegger mène sa carrière jusqu'au grade de colonel, à la tête d'un régiment d'infanterie.
Il épouse tôt[réf. nécessaire] les thèses du PRD et commence sa carrière politique en 1958 comme président de sa commune de domicile, Rüschlikon (ZH), où il a vécu jusqu'à sa mort.
Successivement député au Grand Conseil qu'il préside en 1965-1966, puis membre du Conseil des États de 1967 à 1977. Il est président du parti radical-démocratique suisse de 1974 à 1977.
Il est élu au Conseil fédéral le 7 décembre 1977 (87e conseiller fédéral de l'histoire[réf. nécessaire]), pour reprendre la direction de l'Économie publique de son prédécesseur Ernst Brugger dès le 1er février 1978 et jusqu'au 31 décembre 1982. Il est Président de la Confédération suisse en 1982. Honegger a été un représentant typique des milieux économiques zurichois[non neutre]. Son père a dirigé une entreprise textile, tandis que le futur conseiller fédéral a poussé ses études à l'université de Zurich jusqu'au doctorat en économie politique.
L'élection de Fritz Honegger s'est inscrite dans la période de récession qui a suivi la crise énergétique de 1973/74[pas clair]. C'est sous son égide qu'ont été élaborées les lois fédérales sur les cartels, sur la formation professionnelle et sur l'assurance-chômage. Durant ses années à la tête du Département fédéral de l'économie publique (DFEP), toutes les votations populaires de son ressort, à une exception près (initiative sur la protection des consommateurs), ont été gagnées[réf. nécessaire].
Il a effectué un voyage en Chine en 1979 pour promouvoir les exportations suisses et a rencontré Deng Xiaoping.
Recevant le président de l'Assemblée nationale française, Louis Mermaz, il lui proposa de se rendre à pied au déjeuner officiel à la Maison de Watteville (de). Et l'on pu voir les deux présidents confronter leurs thèses économiques divergentes en déambulant dans les rues de Berne…[réf. nécessaire]

### Vie après la politique
Après son mandat au Conseil fédéral, il a repris un grand nombre de sièges dans des conseils d'administration : Crédit Suisse, Elektrowatt, Sulzer, Zschokke, NZZ, fondation immobilière de l'aéroport de Zurich-Kloten, et Rentenanstalt, notamment. Il a aussi présidé à titre honorifique des institutions comme la Fondation Pestalozzi ou l'Aide sportive suisse.

## Famille
L'aîné de ses deux fils, Eric, a suivi les traces de son père en politique. Il fut membre au Conseil d'État zurichois, directeur des finances du canton. Son rôle dans la débâcle de Swissair a été très controversé.